# Právo svěřenských fondů
Tento poměrně nový podobor práva občanského, jehož základem je právní úprava správy cizího majetku v ustanoveních § 1400 - 1474 zákona č. 89/2012 Sb., občanský zákoník, ve znění pozdějších předpisů, zvláštně pak právní úprava svěřenského fondu v ustanoveních § 1448 - 1474, reguluje postavení následujících osob:
- zakladatel svěřenského fondu,
- svěřenský správce,
- obmyšlený,
- osoba s právem dohledu nad svěřenským fondem,

a vztahy mezi nimi, potažmo postavení soudu v případě věcí svěřenského fondu. Rovněž upravuje právní charakter majetku ve svěřenském fondu.
Právo svěřenských fondů je zahrnuto mezi absolutní majetková práva, a proto má kogentní povahu. Od práva svěřenských fondů se nelze s účinky navenek odchýlit, nepřipouští-li to zákon výslovně. Jak bylo uvedeno, zvláštní úprava je dána úpravou svěřenského fondu, na tu se však subsidiárně (podpůrně) vztáhne obecná právní úprava správy cizího majetku, neboť svěřenský fond je zvláštní formou správy cizího majetku.
Jde o podobor práva občanského, který je v České republice poměrně nový, ale v zahraničí, zejména v zemích common law, jde o tradiční právní podobor, někdy dokonce mívající postavení samostatného oboru.